# Alcôrrego
Alcôrrego ist ein Ort und eine ehemalige Gemeinde (Freguesia) im portugiesischen Kreis Avis. In der Gemeinde lebten 399 Einwohner (Stand 30. Juni 2011).
Am 29. September 2013 wurden die Gemeinden Alcôrrego und Maranhão zur neuen Gemeinde União das Freguesias de Alcórrego e Maranhão zusammengefasst. Alcôrrego ist Sitz dieser neu gebildeten Gemeinde.